# Grand Prix de Reims (cyclisme)
Pour les articles homonymes, voir Grand Prix de Reims.
Le Grand Prix de Reims ou Grand Prix de la ville de Reims est une course sur piste organisée à Reims par le Bicycle Club rémois entre 1897 et [Quand ?].  C'est l'une des plus anciennes compétitions de vitesse sur piste en France. Sa création est accordée en 1897 par le Conseil municipal de Reims qui vote une subvention de 1 000 francs pour l'organisation d'un Grand Prix de Reims.
En 1909, le Cycle Rémois organise un Grand Prix de Reims sur route,. Un Grand Prix de Reims sur route a lieu à l'occasion des troisièmes fêtes fédérales de l'UVF à Reims en 1927,, et un autre en 1931 sur 135 km,, Prix de Reims Sportif en 1937 et 1938 (90 km).
En 1924, un Grand Prix de Reims féminin est organisé par le journal Le Sportif de la Marne.

## Histoire
Durant son existence, les Grands Prix de Reims de vitesse rassemblèrent les plus grands sprinteurs du monde. Au cours d'un de ces Grands Prix, en 1906, un étudiant en médecine de Reims, Ludovic, membre du BCR, faillit battre, le prestigieux coureur américain Frank Kramer,.
En 1906, Gabriel Poulain, le champion allemand Henri Mayer, Sigmar Rettich, Carlo Messori, Iwan Nedela, Emanuel Kudela, Emil Dörflinger, Cesare Moretti, Ludovic, Georges Deschamps, Edmond Michiels, sont parmi les engagés. Hourlier, à l'étonnement général parvient à vaincre Messori, Moretti, Rettich, Kudela nettement, mais, dans sa demi-finale, il se heurte à Mayer, qui a remporte le Grand Prix de Paris en 1904. Poulain, qui vient de gagner sa demi-finale, assiste à la victoire de Mayer sur Hourlier.

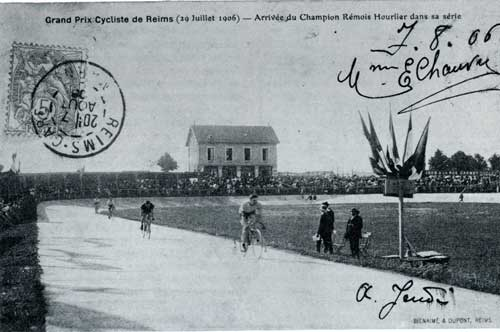
Grand Prix de Reims 1906 Léon Hourlier dans sa série.
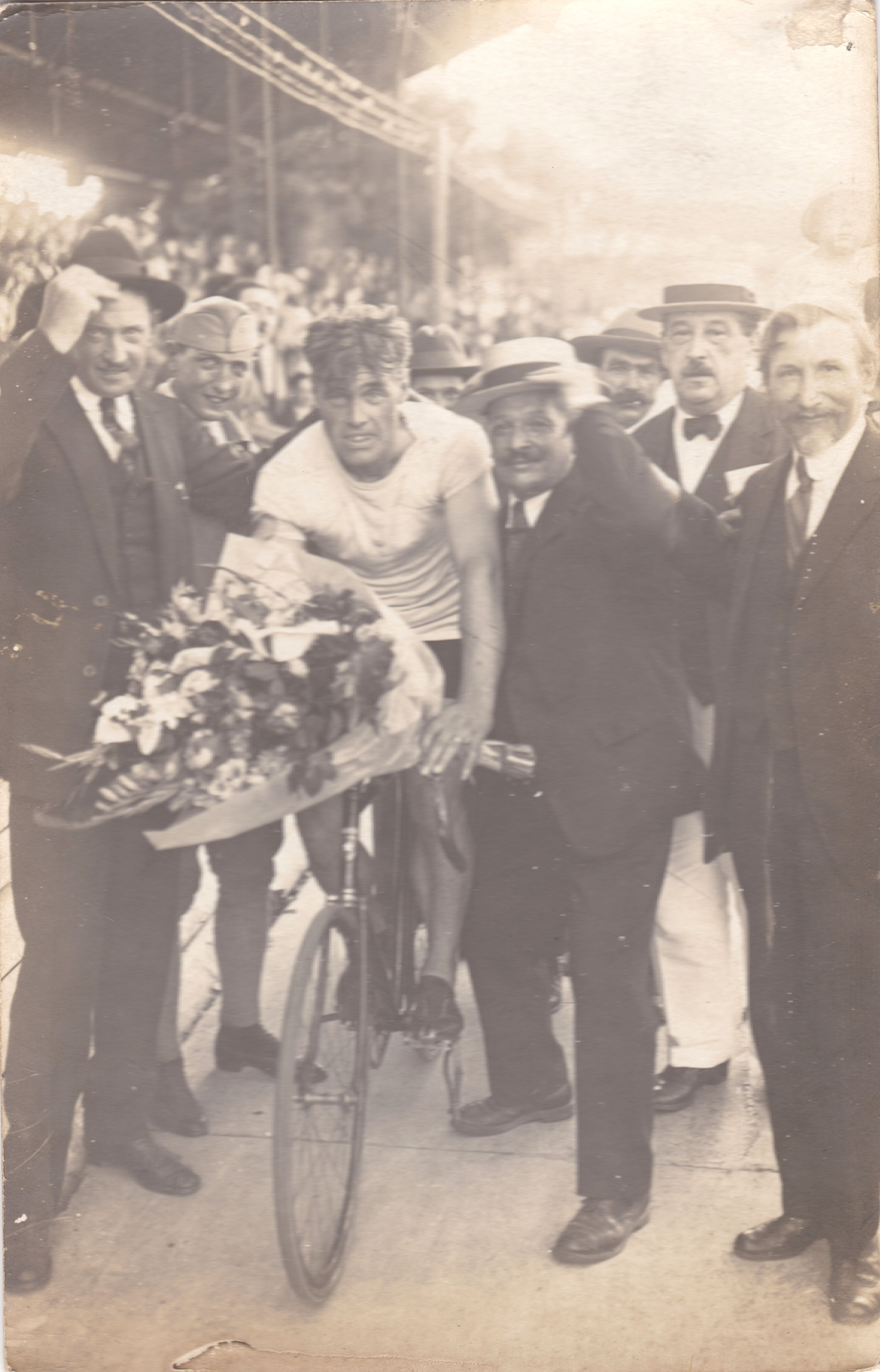
Maurice Schilles Vainqueur 1925.
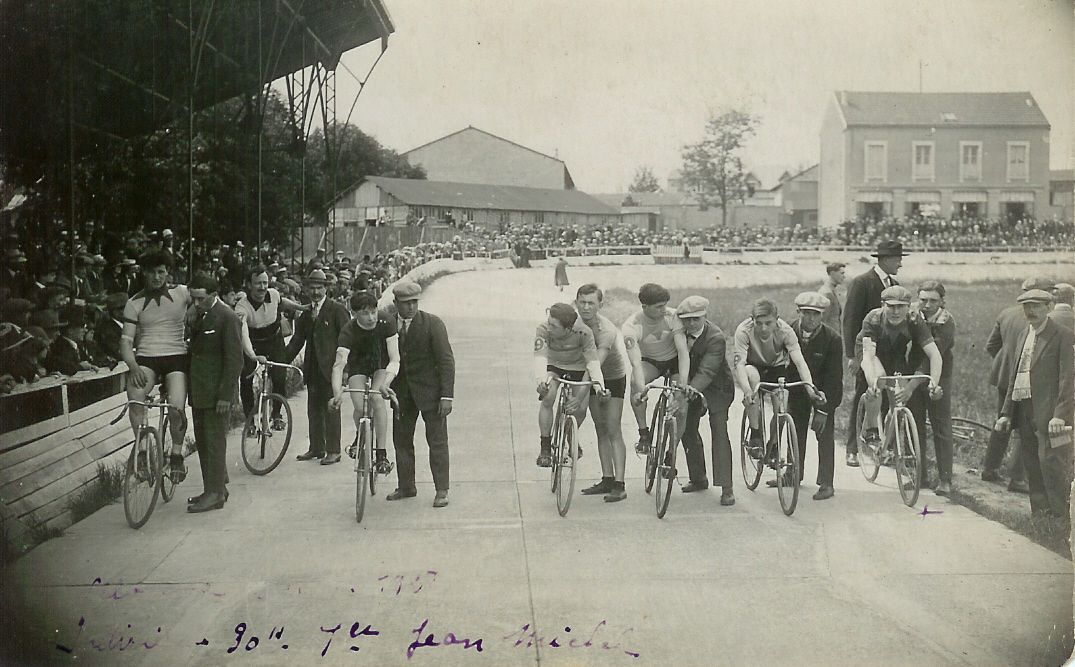
1927.

Les compétitions ont lieu sur la piste de la Haubette, située au pont de Muire à Tinqueux (49° 14′ 42″ N, 3° 59′ 51″ E), piste de 333 m en ciment, le record de piste appartient à Hourlier en 21 s. 1/2, puis au stade-vélodrome à partir de 1935.

## Palmarès
| Année                | Vainqueur              | Deuxième               | Troisième              | Vélodrome              |
| 1897 (20 septembre), | Collomb                | Henri Merle            | Jean Gougoltz          | La Haubette            |
| 1898 (21 août),      | Robert Protin          | Collomb                | Mercier                | La Haubette            |
| 1899 (9 juillet),    | Louis Grogna           | Léon Domain            | George Banker          | La Haubette            |
| 1900 (9 juillet),    | Robert Protin          | Jean Broka (d)         | Collomb                | La Haubette            |
| 1901 (4 août),       | Edmond Jacquelin       | Louis Grogna           | Ludovic Morin          | La Haubette            |
| 1902 (28 septembre)  | Richard Heller         | Léon Domain            | Ludovic                | La Haubette            |
| 1903 (5 juillet),    | Harrie Meyers          | Richard Heller         | Collomb                | La Haubette            |
| 1904 (3 juillet),    | Iver Lawson            | Harrie Meyers          | Gustav Schilling       | La Haubette            |
| 1905 (2 juillet),    | Gabriel Poulain        | Gustav Schilling       | Walter Rütt            | La Haubette            |
| 1906 (29 juillet),   | Thorvald Ellegaard     | Gabriel Poulain        | Henri Mayer            | La Haubette            |
| 1907 (4 août)        | Émile Friol            | Gabriel Poulain        | Thorvald Ellegaard     | La Haubette            |
| 1908 (26 avril),     | Walter Rütt            | Léon Hourlier          | —                      | —                      |
| 1908 (30 août),      | Léon Hourlier          | Victor Dupré           | Gustav Schilling       | La Haubette            |
| 1909 (26 juillet)    | Victor Dupré           | Julien Pouchois        | Gustav Schilling       | La Haubette            |
| 1910 (7 août),       | Émile Friol            | Fernand Fournous       | Charles Meurger        | La Haubette            |
| 1911 (6 août),       | Léon Hourlier          | Thorvald Ellegaard     | Julien Pouchois        | La Haubette            |
| 1912 (28 juillet),   | Léon Hourlier          | André Perchicot        | Angelo Gardellin (it)  | La Haubette            |
| 1913 (10 août)       | Léon Hourlier          | Julien Pouchois        | Gabriel Poulain        | La Haubette            |
| 1914 (21 juin)       | Léon Hourlier          | Thorvald Ellegaard     | Pierre Sergent         | La Haubette            |
| 1915-1920            | non disputé ou inconnu | non disputé ou inconnu | non disputé ou inconnu | non disputé ou inconnu |
| 1921 (14 août)       | Émile Otto             | Joseph Peyrode         | Gabriel Poulain        | La Haubette            |
| 1922 (13 août)       | William Bailey         | Joseph Peyrode         | Maurice Schillès       | La Haubette            |
| 1923 (26 août)       | Joseph Peyrode         | Maurice Schillès       | Robert Spears          | La Haubette            |
| 1924 (21 juillet),   | Aloïs De Graeve        | Joseph Peyrode         | Bernard Leene          | La Haubette            |
| 1925 (8 août)        | Maurice Schillès       | Aloïs De Graeve        | —                      | La Haubette            |
| 1926                 | —                      | —                      | —                      | La Haubette            |
| 1927                 | Lucien Faucheux        | —                      | —                      | La Haubette            |
| 1928                 | —                      | —                      | —                      | La Haubette            |
| 1929 (21 juin)       | André Godinat          | —                      | —                      | La Haubette            |
| 1930                 | —                      | —                      | —                      | La Haubette            |
| 1931                 | —                      | —                      | —                      | La Haubette            |
| 1932                 | —                      | —                      | —                      | La Haubette            |
| 1933                 | —                      | —                      | —                      | La Haubette            |
| 1934 (15 septembre)  | Lucien Michard         | Toto Gérardin          | Albert Richter         | La Haubette            |
| 1935                 | Jef Scherens           | Lucien Michard         | Albert Richter         | Stade Auguste-Delaune  |
| 1936                 | Lucien Michard         | Toto Gérardin          | Jef Scherens           | Stade Auguste-Delaune  |
| 1937-1942            | non disputé ou inconnu | non disputé ou inconnu | non disputé ou inconnu | non disputé ou inconnu |
| 1943,                | Elia Frosio            | —                      | —                      | Stade Auguste-Delaune  |
| 1944-1958            | non disputé ou inconnu | non disputé ou inconnu | non disputé ou inconnu | non disputé ou inconnu |
| 1959                 | Maurice Munter         | —                      | —                      | Stade Auguste-Delaune  |
| 1960-1994            | non disputé ou inconnu | non disputé ou inconnu | non disputé ou inconnu | non disputé ou inconnu |
| 1995                 | Florian Rousseau       | Benoît Vêtu            | José Antonio Escuredo  | Stade Auguste-Delaune  |
| 1996-1997            | non disputé ou inconnu | non disputé ou inconnu | non disputé ou inconnu | non disputé ou inconnu |
| 1998                 | Arnaud Tournant        | —                      | —                      | —                      |

## Courses annexes

### Championnat régional, puis interrégional
- 1904 : 1. Lorgeou, 2. Marcelli, 3. Ludovic[42]
- 1910 : 1. Meurger, 2. Delahaye, 3. Achart[55].
- 1911 : 1. Meurger, 2. Delahaye, 3. Carpentier[60].

### Grand Prix des Négociants
Le gagnant du Grand Prix de Reims ne peut y prendre part; le deuxième  est qualifié d'office pour la finale.
- 1904 : 1. Meyers, 2. Bixio, 3. Ludovic[41],[42].

### Internationale
Course par élimination pour les non classés du Grand Prix de Reims (sauf en 1908, réservée aux coureurs classés dans le Grand Prix).
- 1901 : 1. Jue, 2. Gentel, 3. Ludovic[33],[34],[36].
- 1902 : 1. Marcelli, 2. Bourotte, 3. Quivy[37].
- 1903 : 1. Ludovic, 2. Collombo, 3. Massart[40].
- 1905 : 1. Bader, 2. Krebs, 3. Ludovic[43],[44].
- 1906 : 1. Hourlier, 2. Rettich, 3. Nedela[46].
- 1908 : 1. Ludovic, 2. Delage, 3. Stol[51],[52].
- 1910 : 1. Hourlier, 2. Dupré, 3. Otto[55]  ou Delage[57].
- 1911 : 1. Moretti, 2. Comès, 3. Fournous[60],[61].
- 1912 : 1. Schilles, 2. Texier, 3. Meurger[62],[63].

### Prix Hourlier
à partir de 1920.
- 1922 : 1. Promsy, 2. Bedon, 3. Faudet[67].
- 1923 : 1. Faudet, 2. Briot, 3. Domanchin[68].

### Course de primes
Réservée aux coureurs n'ayant pas gagné un certaine somme dans la journée.